# Конотопи (Шептицький район)
Коното́пи — село в Україні, у Шептицькому районі Львівської області. Населення становить 220 осіб.

## Географія
Село розташоване в північній Галичині, на Сокальському пасмі (південно-західна частина Волинської височини), на лівому березі річки Західний Буг і на північний захід від міста Сокаль. По території села протікають два потічки, що тут і впадають в Західний Буг.

## Історія

### Дописемна історія села
Сприятливий клімат і вигідне географічне розташування стало чинником, який вплинув на заселення даної території тисячі років тому.
На території села ще не проводились жодні археологічні дослідження, проте знахідки місцевих жителів і деякі згадки в документах дають змогу стверджувати, що на території села люди проживали ще в добу неоліту. Зокрема на це вказує опис Конотіп в «Словнику географічному Королівства Польського і інших земель слов'янських». В цій книзі згадується, що у 1831 році на території села, в урочищі «Могилки», селяни знайшли кільканадцять кам'яних серпів. Також згадується, що в тому ж урочищі знаходиться одна велика могила (насип), і багато менших курганів. Крім того на території села місцеві жителі знаходили предмети бронзового віку (імовірніше за все трипільців).

### Писемна історія села
Формування села відбувалось на двох пагорбах що зносяться над Західним Бугом. Болотиста місцевість навколо сприяла жителям під час середньовічних татарських набігів. Пізніше до Конотіп було приєднане сусіднє село Васильківці. І тоді сформувалось село розкинуте на трьох пагорбах, й лише умовно роз'єднане двома струмками. Село мало досить вигідне географічне положення, адже розташовувалось близько Сокальського кордону, тобто в районі примикання Галичини до двох інших українських етнічних територій: Холмщини і Волині.
Село Конотопи вперше згадується у документах 30 травня 1440 року, коли князь Казимир II Белзький передає його старості буському Андрієві з Опольська і надає селу Магдебурзьке право. Отже тоді село належало до Белзького князівства, яким керувала мазовецька гілка Пястів. У 1462 році, коли Белзьке князівство було ліквідоване, село перейшло до Всеволозького (Сокальського) повіту Белзького воєводства, опинилося під Польською Короною. У 1648 році, під час Хмельниччини Белзьке воєводство, імовірно разом із Конотопами, перебувало під владою Богдана Хмельницького. У 1772 році Конотопи у складі Сокальського повіту переходять до Королівства Галичини і Володимирії, як частини Австро-Угорської імперії.

### Конотопи в період Новітньої історії
Фронт Першої світової війни пройшов безпосередньо через село. У середині липня 1915 року село було звільнено від російських військ 32-м ландверним піхотним полком із Нового Сонча. У наступні дні воно стало опорним пунктом австрійських військ для форсування Західного Бугу та звільнення міста Сокаль.
1 листопада 1918 року внаслідок Листопадового зриву село як частина Сокальського повіту увійшло в новостворену ЗУНР. Конотопи взяли безпосередню участь у національно-визвольних змаганнях УСС і УГА. Зокрема збереглися імена конотіпців-вояків Української Галицької Армії: сотник Тимотей Шурак, старший десятник Тимотей Книш, десятник Василь Сломка, вістун Михайло Вінярчук, вістун Микола Марущак, стрільці Іван Музичук, Іван Марущак, Іван Прохніцкий, Михайло Ковальчук, Іван Капустяк. Пізніше, після Акту Злуки село ввійшло в УНР.
Проте вже влітку 1919 територію села було укуповано польськими військами. Під польською окупацією село відносилось до Сокальського повіту. Після адміністративної реформи в Польщі 1 серпня 1934 року, село віднесли до ґміни Хоробрів того ж повіту.
Після укладення пакту Молотова — Ріббентропа Конотопи разом із всім Сокальським Закерзонням опинилися під окупацією Третього Рейху, де адміністративно відносились до Крайсгауптманшафту (повіту) Грубешів Дистрикту Люблін Генеральної Губернії. Фронт Другої світової війни пройшов безпосередньо через село.
Після відступу німецьких військ із території Сокальщини Конотопи за Люблінською угодою знову перейшли до Польщі, адже новий кордон між СРСР і Польщею встановлювався по «Лінії Керзона». Конотопи опинилися в Грубешівському повіті Люблінського воєводства ПНР. Після встановлення нового кордону керівництво УРСР і Польської Народної Республіки домовились про обмін населенням. Проте по суті це була депортація автохтонних українців з їх етнічних земель. На той час абсолютну більшість населення Конотіп складали українці. Переселення конотіпців у СРСР розпочалося в квітні 1946 року, а завершилося в липні 1947 року вже під час операції «Вісла». 6-15 липня 1947 року під час операції «Вісла» польська армія виселила з Конотіп на щойно приєднані до Польщі північно-західні терени 39 українців. У селі залишилося 72 поляків. Всього було виселено близько 140 родин. Більшість жителів були переселені на Тернопільщину. Натомість все Закерзоння було заселене поляками, Конотопи в тому числі, проте не на довго.
Вже 15 липня 1951 року УРСР і Польська Народна Республіка домовились про проведення «Акції-51», тобто про обмін територіями по 480 км кв. Таким чином «Белзький трикутник» (трикутник між річками Західний Буг, Солокія і Гучва) перейшов до СРСР, а з ним і Конотопи. Вже у 1952 році українці, в тому числі і корінні жителі, які жили в Конотопах до виселення, почали заселятися в селі, хоча і радянська влада забороняла поселятися в Конотопах саме корінним жителям. Також нова влада передала частину Конотіп сусідньому селу Теляж, чим майже в два рази зменшила площу села. На новоприєднаних до УРСР територіях був утворений Забузький район Львівської області із центром у місті Белз. У 1962 цей район було приєднано до Сокальського району, так Конотопи вперше від 1939 року опинилися під адміністративним головуванням Сокаля, як до того було сотні років. У тому ж таки 1962 році за наказом радянської влади в селі була зруйнована дерев'яна церква святого священномученика Йосафата 1730-ого року, яку до того перетворили на колгоспний склад мінеральних добрив. Це стало трагедією для усіх жителів села. Трактори, що розсували церкву тросами прикривала міліція і озброєні військові, тому громада села, яка зібралася біля церкви, щоб захистити святиню, нічого не змогла зробити. Попри все, національне піднесення не оминуло і Конотіп. Зі здобуттям Україною незалежності громада села активізувалася. В період з 1991-ого по 1993 рр. жителі на місці зруйнованої спорудили нову муровану церкву, на сільському кладовищі була освячена братня могила всім полеглим за волю України. На цій могилі встановлено металічну таблицю з іменами конотіпців-бійців УГА виготовлену 1930-ого року. Під час виселення у 1946 році жителі села кинули цю таблицю в криницю, і лише у 1990-му році дістали і встановили на стрілецькій могилі. 17 липня 2020 року після адміністративно-територіальної реформи в Україні, Конотопи в складі Сокальської ОТГ увійшли в новостворений Червоноградський (Шептицький) район.

## Видатні особистості
Петрушевич Степан Якович - народився 1918 року в с.Конотопи. Керівник Жовківського окружного проводу ОУН, член ОУН з 1937 року. Псевда: "Зуб", "Зет", "Дем'ян". Загинув 30 січня 1952 року в с. Велике Колодно Львівської області, у схроні Мусія Василя Степановича.

## Освіта
Перша письмова згадка про існування парафіяльної школи в Конотопах сягає 1835 року. Викладав тоді в ній Дмитро Висоцький.
В 1884 в селі значиться не систематизована школа, а з 1892 вона стає етатовою (державною) 1-но клясовою. Через 20 років її реорганізовують в 2-во клясову. Оскільки в цей час було 127 українських дітей, 19 польських та 2 єврейських, до школи призначається ще один вчитель. В 1926 школа стає знову 1-но клясною і викладає в ній Йосиф Кошатковський. У 1930-х роках в ній викладав Казимир Суберлак — поляк, який чудово володів українською мовою. Будівля української школи була мурована, покрита червоною черепицею, й складалася з чотирьох кімнат.
Польська школа 1-но клясова розпочала своє існування в 1928 році. До 1933 року її відвідували діти з колонії Конотопи. Будівля польської школи була дерев'яна і покрита червоною черепицею. У будівлі була одна велика класна кімната і набагато менша кімната, яка служила прихожою і гардеробом, а також квартира вчителя що складалася з двох кімнат. Воду брали з бетонного колодязя. Вбиральня була надворі, а освітлення забезпечувалося лише гасовими лампами. Навчання проходило в комбінованій групі. Там викладав лише один учитель.
Оскільки в колонії Конотопи було більше польських дітей шкільного віку, ніж в Конотопах, на зборах колонії було прийнято рішення про створення школи. Усі мешканці колонії одноголосно підтримали це рішення. Але керівництво школи, тобто шкільний інспектор, не погодило цього рішення. Тоді мешканці колонії Конотопи одночасно дітей до школи в Конотопах не відпустили. Страйк тривав більше 1,5 місяців. В результаті Котлінський Вавжинець видав дві кімнати — з окремим входом — для потреб школи, а шкільний інспектор призначив вчительку — Катерину Слівінську. І в жовтні 1933 р. школа колонії Конотопи розпочала своє існування. Ймовірно, у 1935 році почалося будівництво школи. Вона була побудована з дерева і покрита листовим металом. В ній була велика класна кімната, сільська загальна кімната та вчительська квартира, що складалася з кухні та кімнати. До початку війни вчителькою була Катерина Слівінська, під час війни й до жовтня 1943 року вчителем був чоловік.
Остання школа в селі розпочала своє існування внаслідок «Акції Г-Т», коли Конотопи разом з частиною Сокальського Закерзоння були приєднані до УРСР. Її було відкрито в першій половині 1950-х, у будинку який до 1946 належав родині Головків. Це була 3-ох класова школа, в якій викладав Ващук Василь Іванович. В 1971 її існування припинено, учнів переведено в школу с. Забужжя, а вчителя звільнено. Це була будівля яка складалася з шести кімнат: прихожої, двох класних кімнат, учительської, бібліотеки й господарської кімнати.

## Пам'ятки

### Церква святого Йосафата
Дерев'яна тризрубна безверха церква була збудована у 1730 р., проте за спогадами старожилів на старій церкві над входом був прибитий напис «1588», ця табличка, ймовірно, була перебита із попередньої ще давнішої церкви. У 1781 р. вона отримала привілей від власника села Юзефа Міра. Ґрунтовно відновлювалася у 1865 р. Розвалена у 1964 р. радянською владою. З 1991 р. греко-католицька громада села розпочала будівництво нової мурованої одноверхої споруди за проектом архітектора М. Петренка.
Фігура Пресвятої Діви Марії 1898 р.
Каплиця Матері Божої